# Condado de Lincoln (Arkansas)
O Condado de Lincoln é um dos 75 condados do estado americano do Arkansas. Sua sede de condado é Star City. Sua população, segundo o censo americano de 2000, é de 14 492 habitantes.